# Kukulcania hibernalis
Kukulcania hibernalis és una espècie d'aranyes araneomorfs de la família Filistatidae, estan més freqüentment associades amb altres famílies que tenen una estructura anomenada “cribellum” (una “placa” productora de seda que es troba més a l'interior).